# 58e régiment d'artillerie coloniale
Pour les articles homonymes, voir 58e régiment.
Le 58e régiment d'artillerie coloniale (58e RAC) est un régiment des troupes coloniales de l'Armée française, a l'existence éphémère entre 1924 et 1929.

## Historique
Il est créé à partir du 2e régiment d'artillerie coloniale, qui quitte Cherbourg et Brest pour rejoindre Libourne, Bordeaux et Périgueux le 1er janvier 1924 lors de la réorganisation des régiments d'artillerie décidée en 1923. Le régiment est rattaché au 18e corps d'armée.
En octobre 1927, le 58e RAC est rattaché à la 1re division d'infanterie coloniale sénégalaise nouvellement formée à Bordeaux.
Le 30 avril 1929, le 58e régiment d'artillerie coloniale devient le 1er régiment d'artillerie coloniale.

## Stationnement et organisation
En 1924, le régiment est stationné sur 3 garnisons :
- Libourne au quartier Lamarque pour l’État-major et 2 groupes
- Bordeaux au quartier Nansouty pour 2 groupes

- Périgueux au quartier Daumesnil pour 1 groupe

En 1926, le régiment est regroupé sur 2 garnisons :
- Libourne au quartier Lamarque pour l’État-major et 3 groupes de canons de 75 (modèle 1897)[6]
- Bordeaux au quartier Nansouty pour 2 groupes de canon de 155 (modèle 1917)

L'effectif du régiment est mixte, français et malgache,. Ainsi, en 1926 le compte 741 européens et 650 indigènes.

## Chefs de corps
- 01/01/1924 - Colonel ISABEY Victor (ancien chef de corps du 2e régiment d'artillerie coloniale)
- 09/05/1924 - Colonel BIDON Victor
- 01/07/1925 - Colonel VAILLANT Albert
- 13/07/1928 - Colonel RINCK Henrick
- 18/01/1929 - Colonel PIDOUX Marie (devient chef de corps du 1er régiment d'artillerie coloniale)

## Étendard
Le 58e régiment d'artillerie coloniale reprend les inscriptions du 2e régiment d'artillerie coloniale. La circulaire du 15 avril 1927 arrête les inscriptions suivantes :
- Bautzen 1813
- Bomarsund 1854
- Soudan 1854
- Dahomey 1892
- Madagascar 1895
- Champagne 1915
- La Somme 1916
- Reims 1918

### Autres régiments de la1redivisioncoloniale sénégalaise
- 3e régiment d'infanterie coloniale,
- 14e régiment de tirailleurs sénégalais
- 16e régiment de tirailleurs sénégalais
- 24e régiment de tirailleurs sénégalais

### Autre régiments
- Liste de régiments français
- Liste des unités militaires formées dans les colonies françaises